# Astronidium variabile
Astronidium variabile är en tvåhjärtbladig växtart som beskrevs av J.F. Maxwell. Astronidium variabile ingår i släktet Astronidium och familjen Melastomataceae. Utöver nominatformen finns också underarten A. v. papillosum.